# SOLA-Stafette

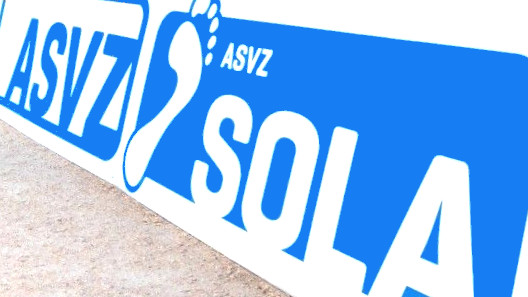
ASVZ und SOLA Logos, SOLA-Stafette 2018

Die Zürcher SOLA-Stafette (kurz SOLA) ist ein akademischer Staffellauf um die Stadt Zürich und über die angrenzenden Hügel um das nördliche Ende des Zürichsees herum. Sie wird vom Akademischen Sportverband Zürich (ASVZ) organisiert. Die heute rund 120 km lange SOLA findet jedes Jahr Anfang Mai (evtl. Ende April) statt und besteht aus 14 Teilstrecken, die von 14 unterschiedlichen Läufern eines von bis zu 1000 Teams absolviert werden.
Weitere SOLA-Stafetten sind SOLA Basel (seit 2018, rund 80 km lang) und SOLA Winterthur (Winti-SOLA, seit 2016, rund 85 km lang).
Die Idee eines akademischen Staffellaufs, und der Name Solastafette (Sonnenstafette, schwedisch: Solastafetten, 250 km lang), kam Anfang der 1970er Jahre aus Schweden in die Schweiz. Die fünfte schwedische Sola 1972 (Fünfte fortlaufende internationale Jubiläums-Solastafette, schwedisch: Femte kontinuerliga internationella Jubileums-Solastafetten) inspirierte die Hochschulsportlehrer Walter Hiemeyer und Charly Schneiter, als sie mit ihrem Schweizer Team an diesem Lauf teilnahmen.

## Geschichte
Walter Hiemeyer

Link zum Bild

(Bitte Urheberrechte beachten)
«Erfunden», also in die Schweiz gebracht, wurde die SOLA-Stafette von den Hochschulsportlehrern Walter Hiemeyer (†) und Charly Schneiter (1911–2002).

### Schweden

#### Solastafette Göteborg – Karlstad, 1967–1998
Ein Team der Hochschulsportlehrer Walter Hiemeyer und Charly Schneiter nahm 1972 teil an der fünften schwedischen Sola, der Fünften fortlaufenden internationalen Jubiläums-Solastafette (schwedisch: Femte kontinuerliga internationella Jubileums-Solastafetten), einem akademischen Staffellauf in Schweden, und belegte den dritten Rang. Der Lauf, der von Göteborg nach Karlstad führte, fand alljährlich von 1967 bis 1998 statt. Er war 250 km (25 skandinavische Meilen)
lang und in 25 Strecken eingeteilt – von welchen 10 von Frauen gelaufen werden mussten.
Der Lauf begeisterte Hiemeyer und Schneiter so sehr, dass sie etwas Vergleichbares auch in Zürich veranstalten wollten.
Im Herbst 1967 kamen der Studentische Sportverband Göteborg (schwedisch: Göteborgs Studenters Idrottsförening (GSIF)) und der Studentische Sportverband Karlstad (schwedisch: Karlstad Studenters Idrottsförening (KSIF)) auf die Idee, einen akademischen Staffellauf zwischen den beiden Städten zu organisieren.
In Karlstad? In Göteborg? Nein, zwischen Göteborg und Karlstad, 25 skandinavische Meilen auf Landwegen, Radwegen und Strassen. Teilen Sie die Strecke in 25 kleineren von jeweils 3 bis 18 km ein, und um eine gewisse Mischung zu erzielen, müssen mindestens drei Strecken von Mädchen gelaufen werden. Dann beenden Sie den Lauf in Karlstad mit einer grossen Party am Abend. GSIF bereitet die Strecken vor, KSIF die Party. Zeitpunkt? Geeignet ab Anfang Mai, ab 1968. Wie wird es heissen? Wir laufen bis „Sola in Karlstad“ also – Solastafetten.
Schnell entstand auch ein Logo, die berühmte fröhliche Sonne. Es wurde in Kürze von der Stadt und Gemeinde Karlstad übernommen und ist bis heute das Wahrzeichen von Karlstad.
– Sten Björnum, 2003
Im ersten Lauf 1968 starteten acht Teams, sieben aus Göteborg und eines aus Karlstad. Nach und nach stieg die Anzahl der Strecken auf dreissig und mindestens zehn mussten von Mädchen gelaufen werden. Zuerst nur von Teams der GSIF und KSIF bestritten, kamen bald weitere Unis dazu – zahlreiche Teams von Luleå im Norden bis Lund im Süden. In den späten 70er Jahren waren bis 120 Teams am Start – von sportlich kompetitiven bis zu den ziemlich gelassenen, die vor allem die Begegnung und die Partys schätzten.
Die ersten Nachfolger der Solastafette wurden in Europa der Batavierenrace in Holland (1973) und die Sola-Stafette in der Schweiz (1974).
Der Name führt zurück auf die Legende zur Person einer jungen Schwedin, welche aufgrund ihrer ausgesprochenen Schönheit immer wieder vor ihren Verehrern flüchten musste. Ihr Spitzname Sola i Karlstad (schwedisch: Sonne von Karlstad) wurde dann für den akademischen Laufanlass von Göteborg nach Karlstad und eben später auch in der Schweiz übernommen.

#### Legende
Der Ausdruck «Die Sonne in Karlstad» hört man nicht nur in Schweden. Auch in Norwegen und in Dänemark wird der Ausdruck «scheint wie die Sonne in Karlstad» gebraucht.
«Die Sonne in Karlstad» starb vor mehr als 100 Jahren.* Ihre Geschichte erfuhr ich von Major C.E. Nygren und vom Buchdrucker Albin Forsell. «Sola i Carlstad» war ein schönes Mädchen, Tochter des Schneiders Johan Holtz von Karlstad, ein strenger Hausvater, der seine Familie in Züchten und Ehren hielt. Seine Tochter Eva Lisa wurde 1770 geboren,* und zu strenger Arbeit und grosser Tugend erzogen. Sie wuchs zu einer strahlend blonden Schönheit auf, und weckte schon als Kind solche Bewunderungen, dass Leute sich auf der Strasse nach ihr umdrehen mussten. Sie musste bald in die Welt hinaus, um mitzuhelfen, die Familie zu versorgen. Als Wirtshausmädchen reiste sie von einem Gasthof zum anderen. Zu dieser Zeit war dieser Beruf nicht sehr angesehen, und für ein tugendhaftes und sparsames Mädchen war es nicht leicht, lang an einem Ort zu bleiben, falls sie nicht das Gleiche wie die jungen Stammkunden wollte. Dies erklärte das ewige Umziehen.
Logo Fröhliche Sonne

Link zum Bild

(Bitte Urheberrechte beachten)
Am Schluss landete sie in «Carlstads Gamla Gästegiveri» und dort zog sie ungewöhnlich viele Gäste an. Alle wollten die schöne «Sola» sehen. Aber plötzlich wurde irgendein Jüngling sonnenblind, und sie musste wieder hinter den Wolken verschwinden. Jeder Mensch muss wohl eine Freude haben, und für Eva Lisa war dies das Geld. Damit konnte sie sich schöne Kleider kaufen, ihrer Familie helfen, und noch sparen, um ihren eigenen Gasthof zu kaufen. Dies tat sie auch. Im Jahr 1812 kaufte sie Carlstads Gamla Gästegiveri, wo sie früher als Magd gearbeitet hatte und damit blieb sie die Sonne in Karlstad.
Eva Lisa hatte gelernt, ihre Schönheit zu nutzen. Sie wusste, dass sie deswegen das grosse Trinkgeld bekommen hatte, und jetzt die vielen Gäste anzog. Sie knickste, nickte und blinkte alle an und machte Spass, war fröhlich und leuchtete; aber am meisten leuchtete sie wohl, wenn sie am Abend die Kasse zählte. Niemand wusste von einer Liebesgeschichte.
Wahrscheinlich empfand sie eine solche als zu grossen Luxus. Sie verstand, dass mehr Männer an einer schönen und freien Frau interessiert wären als einer verheirateten mit vielleicht einem eifersüchtigen Ehemann. Falls sie doch eine kleine «Faiblesse» hatte, verstand sie, dies gut zu verbergen. Sie starb als eine geachtete und geehrte Dame der Gesellschaft im Jahre 1828, und im Kirchbuch schrieb der Pfarrer neben ihren Namen: «‹Die Sonne in Karlstad› Eva Lisa Holtz, die Ursache und der Ursprung des Ausdruckes vergingen, bevor ich erklären konnte, woher der Ausdruck stammte.»
– aus: Henry Odén: Bei Königen und Kavalieren in Värmeland, 1945, Übersetzung: Inga Bucher-Walli
* Bemerkung: Eva Lisa Holtz lebte 1739–1818

#### Etappen und Strecken –Solastafetten1995
An der Solastafetten 1995, Freitag und Samstag, 5. und 6. Mai, starteten 76 Teams, begleitet von ihren Bussen. Dem Bericht des Teams Elektro der KTH sind auch die folgenden Angaben entnommen, sie sind unvollständig, es fehlen ca. 50 km.
|          | Strecke |         |                                                  |                                                  | Start / Ziel Bemerkungen                         |  | Startzeit (Start / Neustart) |
|          |         |         |                                                  |                                                  |                                                  |  |                              |
| Etappe 1 | 1       | 5,7 km  | Götaplatsen –                                    | Freitag, 14:30                                   |                                                  |  |                              |
|          | 2       | 9,3 km  |                                                  |                                                  |                                                  |  |                              |
|          | 3       | 7,2 km  |                                                  |                                                  |                                                  |  |                              |
|          | 4       | 7,9 km  | Bohus – Alafors                                  |                                                  |                                                  |  |                              |
|          | 5       | 8,7 km  | Alafors –                                        |                                                  |                                                  |  |                              |
|          | 6       | ~ 5 km  | Damenstrecke                                     |                                                  |                                                  |  |                              |
|          | 7       | 12,7 km |                                                  |                                                  |                                                  |  |                              |
| Etappe 2 | 8       | 9,1 km  |                                                  | Freitag, 20:00                                   |                                                  |  |                              |
|          |         | ~ 6 km  | Båberg – Vänersborg                              |                                                  |                                                  |  |                              |
|          |         |         |                                                  | Samstag, 3:30                                    |                                                  |  |                              |
|          |         | 11,1 km |                                                  |                                                  |                                                  |  |                              |
|          |         | 8,5 km  | Främdefors – Brålanda                            |                                                  |                                                  |  |                              |
|          |         | 9,5 km  | Brålanda –                                       |                                                  |                                                  |  |                              |
| Etappe 4 | 17      | 7,2 km  | Mellerud – Damenstrecke                          |                                                  |                                                  |  |                              |
|          | 18      | 9,4 km  |                                                  |                                                  |                                                  |  |                              |
|          | 19      | 12,8 km |                                                  |                                                  |                                                  |  |                              |
|          |         | 11,3 km |                                                  |                                                  |                                                  |  |                              |
| Etappe 5 |         | 9,8 km  | Devil's track (Djävulssträckan), bergauf, Grad 4 | Devil's track (Djävulssträckan), bergauf, Grad 4 | Devil's track (Djävulssträckan), bergauf, Grad 4 |  |                              |
|          |         | 10,3 km |                                                  |                                                  |                                                  |  |                              |
|          |         | 6 km    | Grad 3                                           |                                                  |                                                  |  |                              |
|          |         | 7 km    | Grad 3                                           |                                                  |                                                  |  |                              |
|          |         | 10,5 km | Grad 3                                           |                                                  |                                                  |  |                              |
|          |         | 5 km    | Grums – Vålberg Damenstrecke                     |                                                  |                                                  |  |                              |
|          | 30      | 9,2 km  |                                                  |                                                  |                                                  |  |                              |
|          | 31      | 7,7 km  |                                                  |                                                  |                                                  |  |                              |
|          |         |         |                                                  |                                                  |                                                  |  |                              |

## Schweiz
In Erinnerung an Walter Hiemeyer, der mit seinem ASVZ-Team die Idee und den Namen nach Zürich brachte (siehe Geschichte), trägt die SOLA-Stafette seit 1983 auch die Ergänzung Gedenklauf Walter Hiemeyer.

### SOLA St. Gallen – Zürich, 1974–1985
Die SOLA-Stafette wurde in der Schweiz erstmals im Jahr 1974 durchgeführt, bis 1985 auf der Strecke von St. Gallen nach Zürich, mit 300 Läufern in 23 Teams, über die Distanz von «95» (98.5) Kilometern.

#### Etappen
Quelle: historischer Aushang ASVZ Fluntern / hdubach.ch
|          | Start / Ziel               | Distanz  | Höhenmeter |  |
|          |                            |          |            |  |
| 1        | St. Gallen – Engelburg     | 4,55 km  | 147 m↗︎     |  |
| 2        | Engelburg – Waldkirch      | 7,50 km  | 237 m↗︎     |  |
| 3        | Waldkirch – Niederbüren    | 7,05 km  | 72 m↗︎      |  |
| 4        | Niederbüren – Brübach      | 9,26 km  | 50 m↗︎      |  |
| 5        | Brübach – Wil              | 8,85 km  | 80 m↗︎      |  |
| 6        | Wil – Wallenwil            | 8,90 km  | 165 m↗︎     |  |
| 7        | Wallenwil – Guntershausen  | 4,51 km  | 13 m↗︎      |  |
| 8        | Guntershausen – Elgg       | 4,69 km  | 28 m↗︎      |  |
| 9        | Elgg – Unterlangenhard     | 9,20 km  | 210 m↗︎     |  |
| 10       | Unterlangenhard – Agasul   | 8,25 km  | 233 m↗︎     |  |
| 11       | Agasul – Effretikon        | 5,24 km  | 46 m↗︎      |  |
| 12       | Effretikon – Schwerzenbach | 7,60 km  | 65 m↗︎      |  |
| 13       | Schwerzenbach – Benglen    | 6,40 km  | 151 m↗︎     |  |
| 14       | Benglen – Fluntern         | 6,72 km  | 153 m↗︎     |  |
|          |                            |          |            |  |
| 98,46 km | 98,46 km                   | 98,46 km | 1650 m↗︎    |  |

### SOLA Zürich, seit 1986
Seit 1986 findet die SOLA im Grossraum Zürich statt, über die Distanz von damals rund 120 Kilometern.
Im Jahr 2005 ging die SOLA aus Anlass des 150-jährigen Bestehens der ETH Zürich über 15 Teilstrecken und insgesamt 120,37 km.
2013 war die Gesamtstrecke 116,7 km, mit 14 Teilstrecken zwischen 4,11 und 14,10 km, die zu bewältigende Höhendifferenz betrug 2635 m. Es liefen 900 Teams mit rund 12'500 Läufern.
2019 betrug die Gesamtstrecke 114,18 km und ging über eine Höhendifferenz von 2655 m. Die 14 Teilstrecken waren zwischen 3,71 und 14,09 km lang, darunter zwei obligatorische Damenstrecken (Strecken 1 und 10). Auf der Strecke 12 erhielten Senioren (ab 50 Jahren) und Damen einen Bonus von 1,08 km und 50 m. Grundsätzlich teilnahmeberechtigt sind alle ASVZ-Card Inhaber, Studierende und Alumni (Hochschulabsolventen), die Gäste einladen können, wobei jedes Team aus mindestens 8 Teilnahmeberechtigten bestehen muss.
In den Jahren 2020 und 2021 fiel die Zürcher SOLA aufgrund der behördlich verordneten Vorschriften wegen der COVID-19-Pandemie aus.
Seit 2022 beträgt die Gesamtdistanz der SOLA-Strecken 113 km.
Von der SOLA 2023 an sind keine obligatorischen Damenstrecken mehr vorgesehen.

#### Strecken
(Stand 2019)
|    | Start / Ziel               |          | Distanz |   | Höhenmeter |  | Strecke auf ✹ schweizmobil.ch |
| 1  | Bucheggplatz – Hönggerberg | 3,71 km  | 65 m    | ✹ |            |  |                               |
| 2  | Hönggerberg – Buchlern     | 13,75 km | 180 m   | ✹ |            |  |                               |
| 3  | Buchlern – Uetliberg       | 5,91 km  | 415 m   | ✹ |            |  |                               |
| 4  | Uetliberg – Felsenegg      | 5,87 km  | 135 m   | ✹ |            |  |                               |
| 5  | Felsenegg – Buchlern       | 14,09 km | 310 m   | ✹ |            |  |                               |
| 6  | Buchlern – Hönggerberg     | 10,52 km | 230 m   | ✹ |            |  |                               |
| 7  | Hönggerberg – Irchel       | 4,49 km  | 45 m    | ✹ |            |  |                               |
| 8  | Irchel – Fluntern          | 6,35 km  | 215 m   | ✹ |            |  |                               |
| 9  | Fluntern – Forch           | 11,15 km | 255 m   | ✹ |            |  |                               |
| 10 | Forch – Egg                | 8,51 km  | 160 m   | ✹ |            |  |                               |
| 11 | Egg – Zumikon              | 12,44 km | 410 m   | ✹ |            |  |                               |
| 12 | Zumikon – Witikon          | 6,91 km  | 125 m   | ✹ |            |  |                               |
| 13 | Witikon – Fluntern         | 4,71 km  | 85 m    | ✹ |            |  |                               |
| 14 | Fluntern – Irchel          | 5,45 km  | 55 m    | ✹ |            |  |                               |

#### Starts der Teilstrecken
| 1 |

| 2 |

| 3 |

| 4 |

| 5 |

| 6 |

| 7 |

| 8 |

| 9 |

| 10 |

| 11 |

| 12 |

| 13 |

| 14 |

| Ziel |

#### Sieger
Quellen: Akademischer Sportverband Zürich, ETH Life, trackmyrace|trackmyrace.com
| Jahr, Datum | Jahr, Datum | Siegerteam                               | Zeit h:m:s | Distanz km | gestartete Teams |
| ----------- | ----------- | ---------------------------------------- | ---------- | ---------- | ---------------- |
| 2024        | 4. Mai      | TV Oerlikon 1                            | 6:49:26    | 113        | 997              |
| 2023        | 6. Mai      | TV Oerlikon 1                            | 6:50:38    | 113        | 1.113            |
| 2022        | 7. Mai      | Brownsche Spaziergänger                  | 6:26:51    |            | 862              |
| 2019        | 4. Mai      | Brownsche Spaziergänger XXXS             | 6:35:53    | 114,18     | 996              |
| 2018        | 5. Mai      | TV Örlikä                                | 6:44:45    | ~ 114      | 987              |
| 2017        | 6. Mai      | TV Oerlikon 1 (Alumni, TV Oerlikon)      | 6:33:35    | ~ 114      | 992              |
| 2016        | 21. Mai     | running freaks                           | 6:45:13    | ~ 114      | 990              |
| 2015        | 9. Mai      | TV Oerlikon 1 (Alumni, TV Oerlikon)      | 6:59:37    | ~ 114      | 904              |
| 2014        | 17. Mai     | Alumni, Brownsche Spaziergänger XXS      | 6:54:20    | ~ 114      | 902              |
| 2013        | 4. Mai      | Alumni, Brownsche Spaziergänger XXS      | 6:58:40    | 116,680    | 900              |
| 2012        | 5. Mai      | Alumni, TV Oerlikon                      | 7:02:56    | 116,002    | 860              |
| 2011        |             | Alumni, TV Oerlikon SOLA-Challengers     | 6:52:28    | 116,570    |                  |
| 2010        |             | Uni Bern, stuetz.be                      | 6:52:59    | 116,740    |                  |
| 2009        | 16. Mai     | Alumni, SOLA-Challengers                 | 6:55:04    | 116,740    | 760              |
| 2008        | 17. Mai     | Alumni, SOLA-Challengers                 | 6:57:51    | 116,740    | 715              |
| 2007        | 5. Mai      | Akademiker, SOLA-Challengers             | 6:55:09    | 115,660    | 697              |
| 2006        | 6. Mai      | Akademiker, Brownsche Spaziergänger 1    | 6:57:27    | 116,360    | 659              |
| 2005        | 23. April   | EWZ Power Team                           | 7:15:41    | 119,290    | 670              |
| 2004        | 8. Mai      | UNI Zürich, SOLA-Challengers             | 7:04:52    | 116,710    | 632              |
| 2003        | 10. Mai     | UNI Zürich, SOLA-Challengers             | 7:06:46    | 117,960    | 585              |
| 2002        | 4. Mai      | UNI Zürich, SOLA-Challengers             | 6:59:50    | 116,340    | 562              |
| 2001        | 5. Mai      | Akademiker, SOLA Winners 1998ߐ and 2001? | 7:02:29    | 118,675    | 497              |
| 2000        | 6. Mai      | Akademiker, Old Stars                    | 7:04:51    | 118,675    | 446              |
| 1999        | 8. Mai      | UNI Zürich, SOLA-Challengers             | 7:00:11    | 118,675    | 432              |
| 1998        |             | Akademiker, Television Subway            | 7:04:17    | 119,775    |                  |
| 1997        |             | UNI Bern, Wolei Trotters                 | 7:00:31    | 118,750    |                  |
| 1996        |             | HSG Oldies, Dream Team                   | 7:01:04    | 119,720    |                  |
| 1995        |             | UNI Genève, Les mordus du bout-du        | 7:02:39    | 119,120    |                  |
| 1994        |             | UNI Bern, Wolei Trotters                 | 6:53:54    | 117,670    |                  |
| 1993        |             | HSG, Running Team                        | 6:59:20    | 118,760    |                  |
| 1992        |             | HSG, Running Team                        | 6:52:35    | 118,760    |                  |
| 1991        |             | UNI Bern, Wolei Trotters                 | 6:54:53    | ~ 120      |                  |
| 1990        |             | Uni Hohenräthien Chur                    | 7:00:06    | ~ 120      |                  |
| 1989        |             | HWV Zürich, HWV Zürich’s Jogger          | 6:48:52    | ~ 120      |                  |
| 1988        |             | UNI Bern, Wolei Trotters                 | 6:48:24    | ~ 120      |                  |
| 1987        |             | UNI Bern, Wolei Trotters                 | 6:44:55    | ~ 120      |                  |
| 1986        |             | UNI Bern, Wolei Trotters                 | 6:53:53    | ~ 120      |                  |
| 1985        |             | UNI Bern, Wolei Trotters                 | 5:39:10    | ~ 95       |                  |
| 1984        |             | UNI Bern, Wolei Trotters                 | 5:30:20    | ~ 95       |                  |
| 1983        |             | Altakademiker, Multinationals            | 5:23:02    | ~ 95       |                  |
| 1982        |             | UNI Bern, Wolei Trotters                 | 5:24:11    | ~ 95       |                  |
| 1981        |             | UNI Bern, Wolei Trotters                 | 5:26:27    | ~ 95       |                  |
| 1980        |             | UNI Zürich, Multinationals               | 5:29:00    | ~ 95       |                  |
| 1979        |             | ETH Zürich, Schnäggli                    | 5:35:22    | ~ 95       |                  |
| 1978        |             | UNI Bern, SAS                            | 5:38:36    | ~ 95       |                  |
| 1977        |             | ETH Zürich, Fendant in Front             | 5:38:38    | ~ 95       |                  |
| 1976        |             | ETH Zürich, VAWE-IGB                     | 2:41:30    | ~ 45       |                  |
| 1975        |             | Nijmegen, Kath. Universität              | 5:39:42    | ~ 95       |                  |
| 1974        | 11. Mai     | ETH Zürich, Turnlehrerkurs               | 5:35:18    | ~ 95       | 23 ~ 300 Läufer  |

### SOLA Winterthur, seit 2016
Seit Herbst 2016 findet jährlich am letzten September Wochenende die rund 85 km lange Winti-SOLA mit 12 Teilstrecken rund um die Stadt Winterthur statt. Die Strecke verläuft entlang des Rundweges Winterthur.
Die erste Winti-SOLA (2016) fand mit 110 Teams statt. Ein Jahr später mit bereits 133 Teams, 1596 Läuferinnen und Läufern. 2018 bereits rund 140 Teams teil.
Co-Organisatoren sind Sportamt Winterthur und Akademischer Sportverband Zürich (ASVZ).

#### Strecke
(Stand 2019)
Gesamtstrecke 84,8 km / 81,9 km, Gesamtsteigung 1500 m / 1450 m, 12 Teilstrecken, 12 Läufer/-innen pro Team, davon min. 2 Frauen, obligatorische Frauenstrecken Strecken 1 und 6, Bonus-Strecken für Frauen / Senioren (ü50) Strecken 3 und 8.
| Strecken |                             |                   |              |
|          | Start / Ziel                | Distanz           | Höhenmeter   |
| 1        | MZA Teuchelweiher – Sennhof | 6,1 km            | 110 m        |
| 2        | Sennhof – Eidberg           | 3,8 km            | 150 m        |
| 3        | Eidberg – Ricketwil         | 4,4 km / 3,0 km   | 120 m / 80 m |
| 4        | Ricketwil – Hegi            | 5,3 km            | 60 m         |
| 5        | Hegi – Wiesendangen         | 4,0 km            | 40 m         |
| 6        | Wiesendangen – Seuzach      | 8,7 km            | 160 m        |
| 7        | Seuzach – Rosenberg         | 3,6 km            | 80 m         |
| 8        | Rosenberg – Wülflingen      | 11,5 km / 10,0 km | 100 m / 90 m |
| 9        | Wülflingen – Brütten        | 11,2 km           | 420 m        |
| 10       | Brütten – Kemptthal         | 9,9 km            | 75 m         |
| 11       | Kemptthal – Sennhof         | 9,2 km            | 110 m        |
| 12       | Sennhof – MZA Teuchelweiher | 6,5 km            | 60 m         |

### SOLA Basel (2018 bis 2023)
Die SOLA Basel, inspiriert durch die Vorgängerinnen, wird seit Mai 2018 ausgetragen.
Der Stafettenlauf mit einer Gesamtlänge von 80 Kilometer ist aufgeteilt in 10 Teilstrecken von 4,5 bis 12,5 Kilometer. Start und Ziel ist der Park im Grünen (Grün 80).
An der Mini SOLA, 2,7 km durch den Park im Grünen, finden die Kleinen den Einstieg in die grosse SOLA Basel. Sie starten mit Familien und Senioren in generationenübergreifenden Teams von je 6 Läufern.
Weil die anvisierten Teilnehmerzahlen nicht erreicht wurden, stellte der Verein SOLA Basel den Lauf nach sechsten Austragung 2023 ein.

#### Strecken
(Stand 2019)
| 1  | Park im Grünen – Theodorskirchplatz | 5,9 km  |
| 2  | Theodorskirchplatz – Park im Grünen | 8,6 km  |
| 3  | Park im Grünen – Arlesheim          | 4,3 km  |
| 4  | Arlesheim – Gempen                  | 8,9 km  |
| 5  | Gempen – Liestal                    | 12,5 km |
| 6  | Liestal – Bubendorf                 | 4,6 km  |
| 7  | Bubendorf – Liestal                 | 12,2 km |
| 8  | Liestal – Augst                     | 8,4 km  |
| 9  | Augst – Muttenz                     | 10,0 km |
| 10 | Muttenz – Park im Grünen            | 6,3 km  |